# Nazionale maschile di pallacanestro di Cuba
La nazionale di pallacanestro cubana è la rappresentativa cestistica di Cuba ed è posta sotto l'egida della Federazione cestistica di Cuba.

## Piazzamenti

### Olimpiadi
- 1948 - 13º
- 1952 - 9º
- 1968 - 11º

- 1972 -  3º
- 1976 - 7º
- 1980 - 6º

### Campionati del mondo
- 1970 - 8º
- 1974 - 4º
- 1986 - 11º
- 1994 - 15º

### Campionati americani
- 1980 - 6º
- 1984 - 8º
- 1989 - 7º
- 1992 - 8º
- 1993 - 5º

- 1995 - 5º
- 1997 - 6º
- 1999 - 10º
- 2011 - 9º
- 2015 - 10°

### Campionati centramericani
- 1965 -  3º
- 1967 -  2º
- 1969 -  2º
- 1971 -  1º
- 1973 -  3º

- 1975 -  3º
- 1981 -  3º
- 1985 -  3°
- 1987 - 5º
- 1989 -  3º

- 1991 -  3º
- 1993 -  2º
- 1995 -  1º
- 1997 -  1º
- 1999 -  1º

- 2001 - 6º
- 2004 - 5º
- 2006 - 6º
- 2008 - 4º
- 2010 - 4°

- 2012 - 8°
- 2014 - 4°
- 2016 - 6º

### Campionati caraibici
- 2004 -  1º
- 2006 -  3º
- 2007 -  3º
- 2009 -  3º
- 2014 -  2º

### Giochi panamericani
- 1951 - 4º
- 1955 - 5º
- 1959 - 6º
- 1967 - 4º
- 1971 -  3º

- 1975 - 5º
- 1979 - 4º
- 1983 - 7º
- 1991 - 4º
- 1999 - 7º

## Formazioni

### Olimpiadi
Pallacanestro ai Giochi della XIV OlimpiadeAgüero, A. Álvarez, Faget, C. García, J. García, García-Ordóñez, Lavernia, Llanusa, Llaneras, López, Otero, Quintero, Ruiz, Wiltz, All. -
Pallacanestro ai Giochi della XV Olimpiade4 Escoto, 5 López, 6 J. García, 7 de la Pozas, 8 Faget, 9 García-Ordóñez, 10 C. García, 11 Bea, 12 Estrada, 13 Quintero, 14 Ruiz, 15 Wiltz,        All. -
Pallacanestro ai Giochi della XIX Olimpiade4 Cuesta, 5 Herrera, 6 González, 7 Chappé, 8 Montalvo, 9 Cañizares, 10 Pérez, 11 Calderón, 12 Valdés, 13 García, 14 del Pozo, 15 Standard,        All. Stepas Butautas
Pallacanestro ai Giochi della XX Olimpiade4 Domecq, 5 R. Herrera, 6 Roca, 7 Chappé, 8 Álvarez, 9 Cañizares, 10 Pérez, 11 Calderón, 12 T. Herrera, 13 Varona, 14 Urgellés, 15 Standard,        All. Carmelo Ortega
Pallacanestro ai Giochi della XXI Olimpiade - Torneo maschile4 Domecq, 5 R. Herrera, 6 Roca, 7 Chappé, 8 Ortiz, 9 Cañizares, 10 Scott, 11 Padrón, 12 T. Herrera, 13 Varona, 14 Urgellés, 15 Morales,        All. Carmelo Ortega
Pallacanestro ai Giochi della XXII Olimpiade - Torneo maschile4 Moré, 5 R. Herrera, 6 Ortiz, 7 Luaces, 8 Márquez, 9 Dubois, 10 Abreu, 11 Calderón, 12 T. Herrera, 13 Scott, 14 Urgellés, 15 Morales,        All. Pedro Chappé

### Campionati del mondo
Campionato mondiale maschile di pallacanestro 19704 Domecq, 5 R. Herrera, 6 Álvarez, 7 Chappé, 8 F. Varona, 9 Cañizares, 10 Pérez, 11 Calderón, 12 T. Herrera, 13 Ó. Varona, 14 Urgellés, 15 Standard,        All. Stepas Butautas
Campionato mondiale maschile di pallacanestro 19744 Domecq, 5 R. Herrera, 6 Roca, 7 Chappé, 8 Ortiz, 9 Cañizares, 10 Pérez, 11 Calderón, 12 T. Herrera, 13 Varona, 14 Urgellés, 15 Álvarez,        All. Carmelo Ortega
Campionato mondiale maschile di pallacanestro 19864 Abreu, 5 Caballero, 6 Calderón, 7 Rodríguez, 8 Cabrera, 9 Dubois, 10 Pérez, 11 Cobarrubia, 12 Rivero, 13 Scott, 14 Simón, 15 Morales,        All. Carmelo Ortega
Campionato mondiale maschile di pallacanestro 19944 Caballero, 5 Abreu, 6 Casanova, 7 Simón, 8 Díaz, 9 Herrera, 10 Pérez, 11 Borrell, 12 Vázquez, 13 Duquesne, 14 Matienzo, 15 Goire,        All. Miguel Calderón

### Campionati americani
Torneo americano maschile di pallacanestro di qualificazione alle Olimpiadi 19804 Simón, 5 R. Herrera, 6 Ortiz, 7 Luaces, 8 Márquez, 9 Padrón, 10 Abreu, 11 Calderón, 12 T. Herrera, 13 Scott, 14 Urgellés, 15 Morales,        All. Ernesto Díaz
Torneo americano maschile di pallacanestro di qualificazione alle Olimpiadi 19844 Abreu, 5 Maturell, 6 Simón, 7 Luaces, 8 Cabrera, 9 Dubois, 10 Pérez, 11 Laferte, 12 Herrera, 13 Scott, 14 Moré, 15 Morales,        All. Pedro Chappé
Campionato americano maschile di pallacanestro 19894 Caballero, 5 Duquesne, 6 Borrell, 7 Luaces, 8 Cabrera, 9 Dubois, 10 Pérez, 11 Rodríguez, 12 Rivero, 13 Scott, 14 Simón, 15 Guibert,        All. Carmelo Ortega
Torneo americano maschile di pallacanestro di qualificazione alle Olimpiadi 19924 Á. Caballero, 5 Abreu, 6 Morales, 7 Negrín, 8 Díaz, 9 Rojas, 10 Pérez, 11 Borrell, 12 Maturell, 13 J. Caballero, 14 Matienzo, 15 Guibert,        All. Miguel Calderón
Campionato americano maschile di pallacanestro 19934 Caballero, 5 Abreu, 6 Amaro, 7 Núñez, 8 Díaz, 9 Herrera, 10 Pérez, 11 Borrell, 12 Rivero, 13 Cobarrubia, 14 Matienzo, 15 Guibert,        All. Miguel Calderón
Campionato americano maschile di pallacanestro 19954 Caballero, 5 Abreu, 6 Cobarrubia, 7 Simón, 8 Díaz, 9 Amaro, 10 Pérez, 11 Borrell, 12 Vázquez, 13 Cisneros, 14 Hechevarría, 15 Herrera,        All. Miguel Calderón
Campionato americano maschile di pallacanestro 19974 Caballero, 5 Abreu, 6 Hechevarría, 7 Goire, 8 Pino, 9 Ro. Herrera, 10 Pérez, 11 Borrell, 12 Vázquez, 13 Rojas, 14 Núñez, 15 Ru. Herrera,        All. Miguel Calderón
Campionato americano maschile di pallacanestro 19994 Caballero, 5 Abreu, 6 Casanova, 7 Amaro, 8 Pino, 9 Herrera, 10 Hechevarría, 11 Borrell, 12 Ferrer, 13 Rojas, 14 Núñez, 15 Vega,        All. Miguel Calderón
Campionato americano maschile di pallacanestro 20114 Mestre, 5 Piñeiro, 6 Richardson, 7 Rodríguez, 8 Polas, 9 Valdés, 10 Batista, 11 Jaca, 12 Haití, 13 Pérez, 14 Torres, 15 Ramos,        All. Ariel Amarillo
Campionato americano maschile di pallacanestro 20154 Guzmán, 5 Oliva, 6 Justiz, 7 Rodríguez, 9 Valdés, 10 Granda, 11 Molina, 12 Haití, 13 Martínez, 14 Torres, 15 Rivero, 16 Cubilla,        All. Daniel Scott

### Campionati centramericani
Campionato centramericano maschile di pallacanestro 2001Abreu, Cartas, Elías, González, Guerra, Haití, Jemmott , Lara, Lima, Núñez, Silvestre, Soler, All. Daniel Scott
Campionato centramericano maschile di pallacanestro 20044 Jemmott, 5 Guerra, 6 Ramírez, 7 Matos, 8 Ferrer, 9 Silvestre, 10 González, 11 Torriente, 12 Haití, 13 Elías, 14 Núñez, 15 Simón,        All. Daniel Scott
Campionato centramericano maschile di pallacanestro 20064 Jemmott, 5 Guerra, 6 Lima, 7 Sánchez, 8 Boffil, 9 Silvestre, 10 Granda, 11 Torriente, 12 Haití, 13 Elías, 14 Torres, 15 Simón,        All. Daniel Scott
Campionato centramericano maschile di pallacanestro 20084 Jemmott, 5 Guerra, 6 Pérez, 7 Lavastida, 8 García, 9 Silvestre, 10 Boffil, 11 Paumier, 12 Haití, 13 Elías, 14 Torres, 15 Simón,        All. Daniel Scott
Campionato centramericano maschile di pallacanestro 20104 Jemmott, 5 Piñeiro, 6 Richardson, 7 Rodríguez, 8 Oliva, 9 Valdés, 10 Batista, 11 Jaca, 12 Haití, 13 Pérez, 14 Torres, 15 Boffil,        All. Daniel Scott
Campionato centramericano maschile di pallacanestro 20124 Mestre, 5 Piñeiro, 6 Romero, 7 Rodríguez, 8 Soria, 9 Valdés, 10 Batista, 11 Jaca, 12 Haití, 13 Pérez, 14 Torres, 15 Ramos,        All. Leonardo Pérez
Campionato centramericano maschile di pallacanestro 20145 Oliva, 6 Justiz, 7 Rodríguez, 8 Soria, 9 Valdés, 10 Granda, 12 Haití, 13 Martínez, 14 Rivero, 15 Torres,        All. Daniel Scott
Campionato centramericano maschile di pallacanestro 20160 Guzmán, 2 Jaca, 5 Oliva, 6 Mencía, 7 Rodríguez, 10 Granda, 30 Font, 34 Torres, 35 Valdés, 36 Cubilla, 54 Haití, 00 Justiz,       All. Daniel Scott

### Campionati caraibici
Campionato caraibico maschile di pallacanestro 20064 Jemmott, 5 Guerra, 6 Lima, 7 Sánchez, 8 Boffil, 9 Silvestre, 10 Granda, 11 Torriente, 12 Haití, 13 Elías, 14 Torres, 15 Simón,        All. Daniel Scott
Campionato caraibico maschile di pallacanestro 20074 Jemmott, 5 Guerra, 6 Pérez, 7 Lavastida, 8 García, 9 Silvestre, 10 Batista, 11 Torriente, 12 Haití, 13 Elías, 14 Torres, 15 Simón,        All. -
Campionato caraibico maschile di pallacanestro 20094 Jemmott, 5 Guerra, 6 Pérez, 7 Lavastida, 8 García, 9 Silvestre, 10 Polas, 11 Valdés, 12 Haití, 13 Elías, 14 Torres, 15 Paumier,        All. Daniel Scott
Campionato caraibico maschile di pallacanestro 20144 Mestre, 5 Oliva, 6 Justiz, 7 Rodríguez, 8 Soria, 9 Valdés, 10 Granda, 11 Jaca, 12 Haití, 13 Martínez, 14 Rivero, 15 Torres,        All. Daniel Scott

### Giochi panamericani
Template:Cuba maschile pallacanestro Giochi panamericani 1951
Pallacanestro maschile ai II Giochi panamericani4 de las Pozas, 5 Labrador, 6 Aguilera, 7 García, 9 Estol, 10 Fernández, 11 Hernández, 12 Reyes, 13 Ibarra, 14 Camejo, 15 Gordon, 16 Hung,        All. -
Pallacanestro maschile ai III Giochi panamericaniAguilera, Alfonso, R. Andino, Benedico, Camejo, de las Pozas, de los Reyes, Ferrer, García, Latour, Mosley, All. Mario Quintero
Pallacanestro maschile ai V Giochi panamericaniAbreu, Calderón, Chappé, Cuesta, Davis, del Pozo, García, González, Herrera, Montalvo, Standard, Valdés, All. -
Pallacanestro maschile ai VI Giochi panamericaniCalderón, Cañizares, Chappé, Domecq, García, R. Herrera, T. Herrera, Ortiz, Roca, Standard, Urgellés, Varona, All. Carmelo Ortega
Pallacanestro maschile ai VII Giochi panamericani4 Domecq, 5 R. Herrera, 6 Roca, 7 Chappé, 8 Ortiz, 9 Padrón, 10 Pérez, 11 Calderón, 12 T. Herrera, 13 Scott, 14 Urgellés, 15 Morales,        All. Carmelo Ortega
Pallacanestro maschile agli VIII Giochi panamericaniAbreu, Calderón, Cepeda, Domecq, R. Herrera, T. Herrera, Luaces, Morales, Moré, Ortiz, Scott, Urgellés, All. Ernesto Díaz
Pallacanestro maschile ai IX Giochi panamericani4 Abreu, 5 Maturell, 6 Simón, 7 Luaces, 8 Santiesteban, 9 Dubois, 10 Pérez, 11 Laferte, 12 Herrera, 13 Scott, 14 Urgellés, 15 Morales,        All. -
Pallacanestro maschile agli XI Giochi panamericani4 Á. Caballero, 5 Abreu, 6 O. Caballero, 7 Luaces, 8 Díaz, 9 Dubois, 10 Pérez, 11 Borrell, 12 Rivero, 13 Duquesne, 14 Simón, 15 Guibert,        All. Carmelo Ortega
Pallacanestro maschile ai XIII Giochi panamericaniAbreu, Amaro, Casanova, Ferrer, González, Hechevarría, Núñez, Rojas, Ruedas, Simón, Vázquez, Vega, All. Miguel Calderón

### Giochi centramericani e caraibici
Pallacanestro maschile ai XXIV Giochi centramericani e caraibici0 Guzmán, 1 Bueno, 2 Mensía, 3 Chacón, 6 Coutin, 8 Casero, 9 Bombino, 11 De La Cruz, 14 Rivero, 30 Espinosa, 32 Díaz, 36 Cubilla,        All. Eduardo Moya